# Masanobu Komaki
Masanobu Komaki (小牧 成亘 Komaki Masanobu?), född 28 april 1992 i Kumamoto prefektur, är en japansk fotbollsspelare.
Komaki började sin karriär 2015 i Roasso Kumamoto. Efter Roasso Kumamoto spelade han för Azul Claro Numazu, Fujieda MYFC och Vanraure Hachinohe.